# Czarnowo (województwo kujawsko-pomorskie)

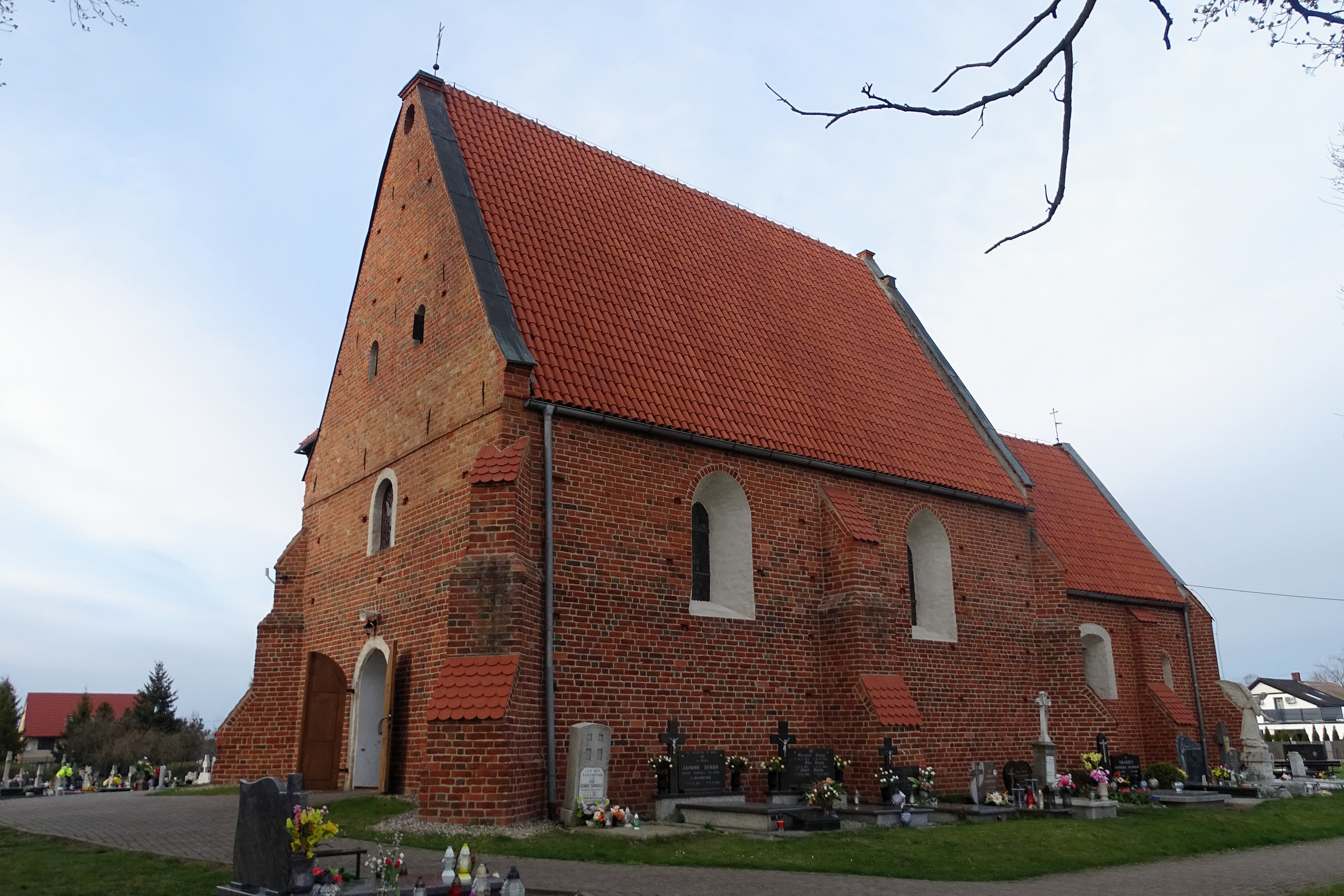
Kościół św. Marcina w Czarnowie

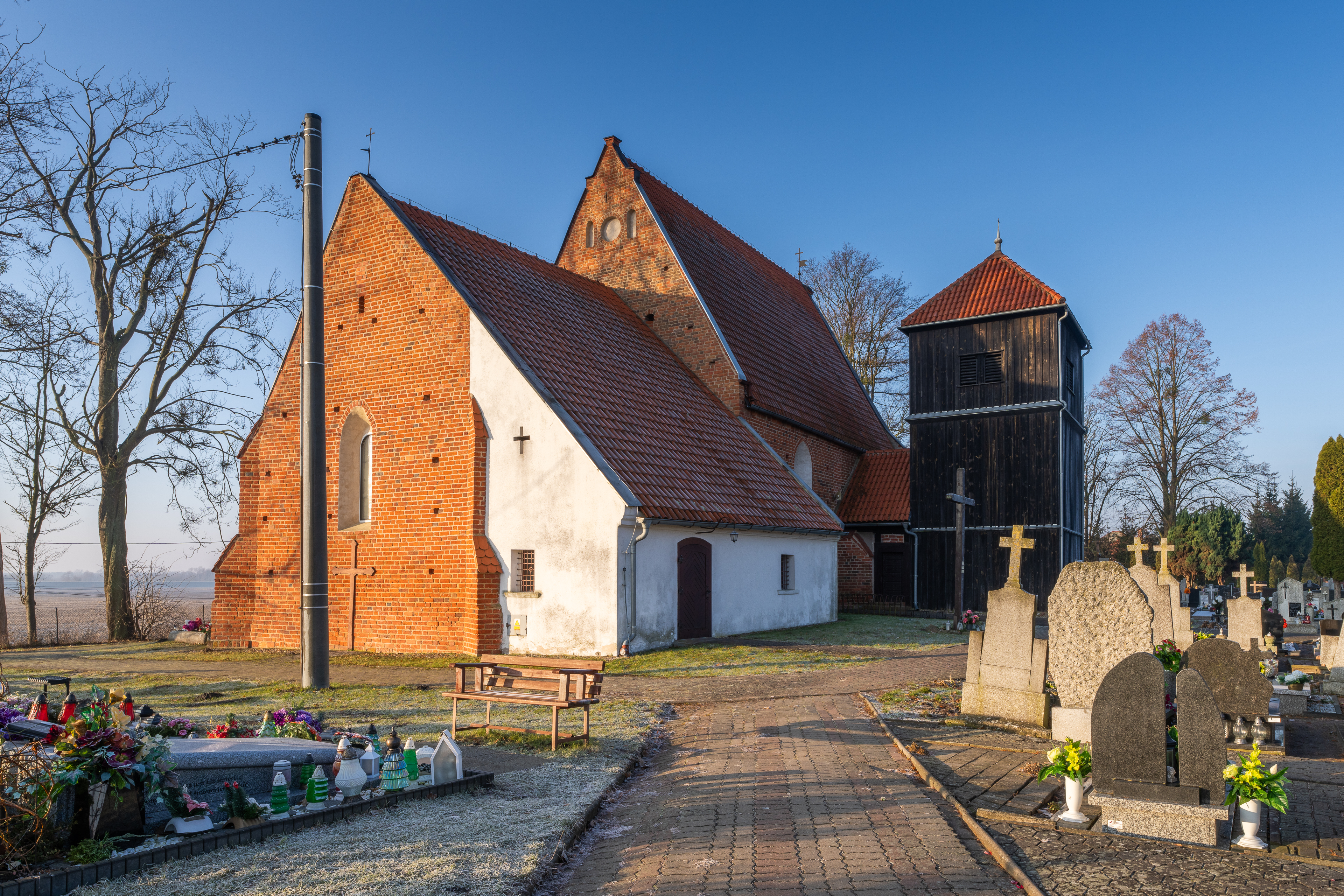
Zakrystia i dzwonnica kościoła św. Marcina

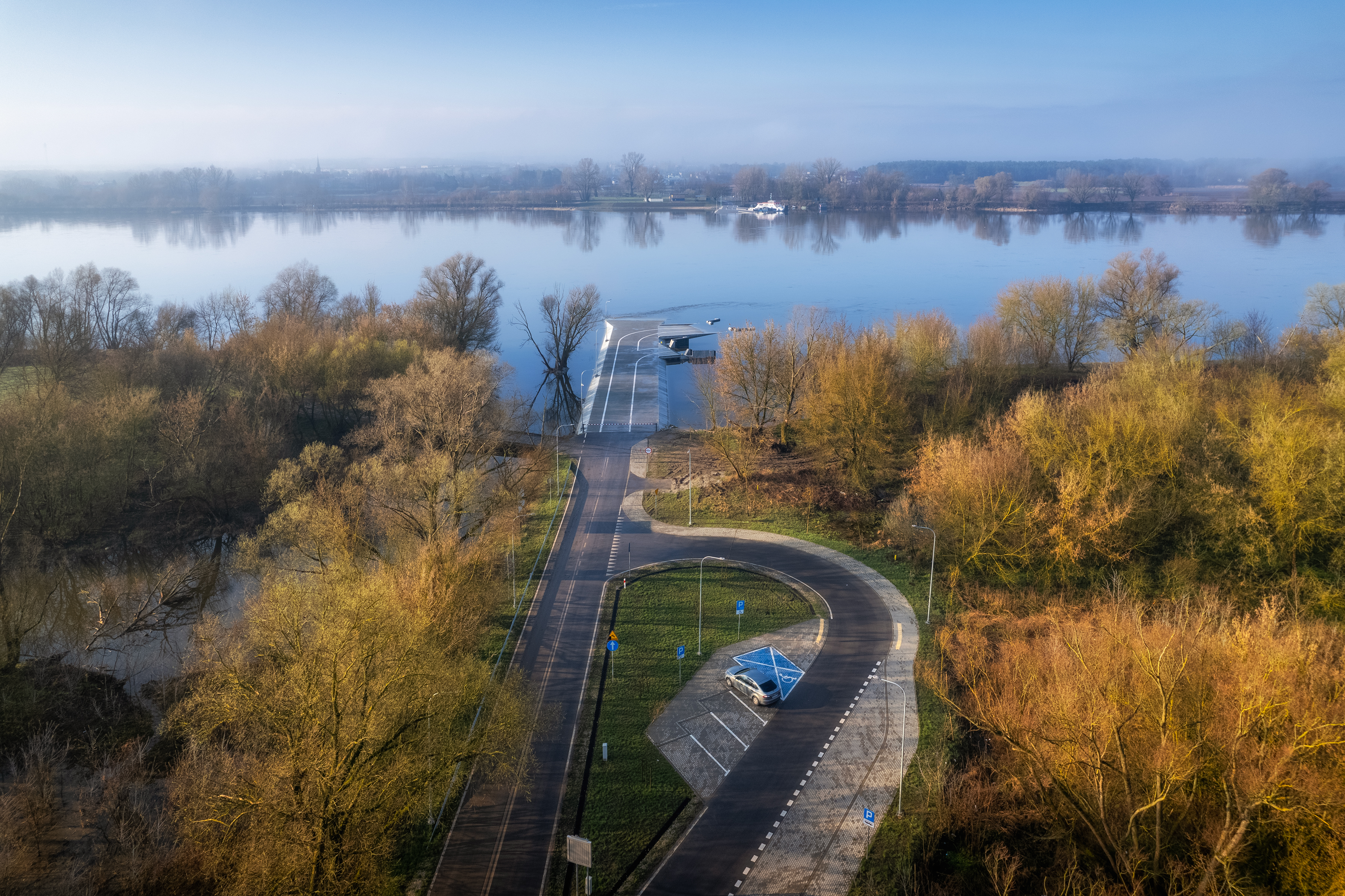
Północny przyczółek przeprawy promowej

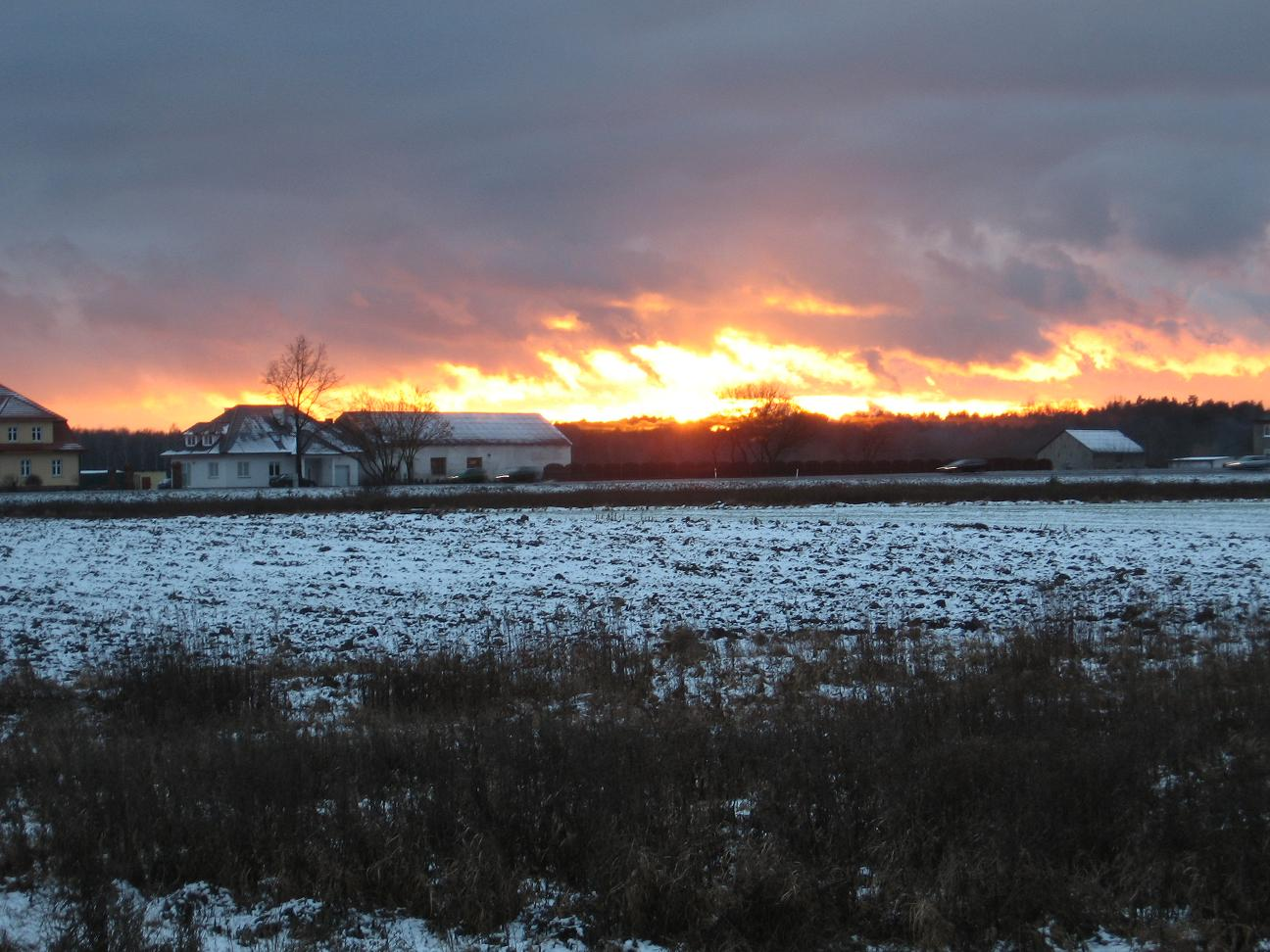
Wieś o zachodzie słońca

Czarnowo – wieś w Polsce położona w województwie kujawsko-pomorskim, w powiecie toruńskim, w gminie Zławieś Wielka, 7 km od granic Bydgoszczy i 22 km od granic Torunia.

## Położenie
Czarnowo położone jest w gminie Zławieś Wielka, powiecie toruńskim, na skraju historycznej Ziemi Chełmińskiej. Miejscowość zlokalizowana jest na terasie nadzalewowej doliny Wisły, którą oddziela od rzeki wał przeciwpowodziowy, a od strony północno-zachodniej zbocze wyższej terasy dolinnej porośniętej borem sosnowym.

## Nazwa
Miejscowość występowała w dokumentach pod nazwami: Zacharnowo, Czarnów, Czarnaw, Sczarnow, Scharnow, Tczarnaw, Czarnowo (1570).

## Charakterystyka
We wsi znajduje się m.in. kościół rzymskokatolicki, szkoła oraz dawna stacja kolejowa Czarnowo. W bezpośrednim sąsiedztwie wsi, na wiślanej skarpie znajduje się grodzisko Kamieniec.

### Demografia
Według Narodowego Spisu Powszechnego (III 2011 r.) Czarnowo liczyło 735 mieszkańców. Jest ósmą co do wielkości miejscowością gminy Zławieś Wielka.

### Komunikacja
Przez Czarnowo przebiega droga krajowa  Bydgoszcz-Toruń oraz rozpoczyna się droga wojewódzka  wiodąca do Solca Kujawskiego poprzez przeprawę promową na Wiśle. W latach 1910–1966 istniała lokalna linia kolejowa Toruń Północny – Czarnowo.

### Zabytki[5]
- Kościół gotycki św. Marcina z początku XIV w., restaurowany w 1498 r. z inicjatywy kupca toruńskiego Jana Heitmana jako votum za ocalenie od niebezpieczeństwa w czasie podróży Wisłą.  W XVII w. dobudowano zakrystię. Obok kościoła znajduje się drewniana dzwonnica z XVIII w. Kościół murowany z cegły, jednonawowy, z prosto zamkniętym prezbiterium nakrytym sklepieniem kolebkowym, obok nowsza, drewniano-szkieletowa kwadratowa wieża. Wewnątrz granitowa kropielnica (prawdopodobnie średniowieczna), ołtarz główny późnobarokowy z 1. połowy XVIII w., chór muzyczny z XVIII w., ława kolatorska z przełomu XVI/XVII w., a także płaskorzeźby gotyckie - św. Biskupa z XV w. i alabastrowa z grupą Ukrzyżowania z 1. połowy XV w. Dzwony z lat 1609 i 1755. Najstarsza płyta nagrobna z 1535.
- Cmentarz przykościelny z 1873 r.
- Nieczynny młyn wodny na Górnym Kanale z pocz. XX w.
- Dawna stacja kolejowa na linii Toruń-Czarnowo z 1910 r., zamknięta w 1972 r.
- Grodzisko Kamieniec
- Cmentarz ewangelicki założony przed 1789 r., z najstarszym zachowanym nagrobkiem z 1841 r.[6][7].

## Historia
Pierwotnie wieś była własnością biskupów płockich. Nazwę miejscowości (Carnowo) wymieniono 5 sierpnia 1222 roku w akcie nadania przez księcia Konrada Mazowieckiego rozległych posiadłości w ziemi chełmińskiej na rzecz biskupa misyjnego Prus Chrystiana. W 1228, wraz z całą ziemią chełmińską, została darowana zakonowi krzyżackiemu. Zarząd administracyjny nad wsią sprawowało komturstwo bierzgłowskie, od 1381 krzyżacka prokuratoria w Unisławiu, a od 1418 prokuratoria Pień. W 1285 roku właścicielem Czarnowa był szlachcic Arnold z Wałdowa Królewskiego, który nadał chłopom ziemię na prawie niemieckim oraz przywilej rybołówstwa na Wiśle w zamian za czynsz. W 1391 roku we wsi znajdowały się dwie oczynszowane karczmy oraz folwark o powierzchni upraw 59 łanów, specjalizujący się w hodowli koni, świń i bydła. W XIV wieku wzniesiono kościół parafialny (w XVII wieku do parafii należały wsie: Czarnowo, Toporzysko, Stanisławka, Zławieś, Pędzewo, Smolno i Kamionka).
W 1457 roku król Kazimierz IV Jagiellończyk przekazał wieś na własność miastu Toruniowi, do którego należała aż do rozbiorów. W połowie XV wieku mieszkało tu na 24 łanach 24 zagrodników i 6 komorników. W 1585 roku istniał młyn wodny do przerabiania zboża na mąkę i kaszę. W XVII w. Czarnowo ogarnął ruch reformacyjny, do czego przyczyniły się wpływy kaznodziejów z Torunia, który był silnym ośrodkiem protestantyzmu. W tym okresie popularne nad Wisłą stało się osadnictwo olęderskie. Przybywający z Holandii mennonici otrzymywali prawo do wolnego uprawiania ziemi w zamian za czynsz płacony właścicielom gruntów.
11 stycznia 1657 walczące ze Szwedami w czasie potopu wojska polskie dowodzone przez Stefana Czarnieckiego przedostały się tu przez zamarzniętą Wisłę.
W 1772 roku miejscowość przeszła we władanie Królestwa Prus w ramach I rozbioru Polski. Część dóbr ziemskich rozparcelowano między osadników niemieckich. W 1880 roku mieszkało w Czarnowie w 50 domach 52 katolików i 463 ewangelików. 28 lutego 1910 roku otwarto stację kolejową Czarnowo na nowo zbudowanej linii wiodącej do Torunia Północnego. Prowadzono tu lokalny ruch pasażerski i towarowy. W 1939 roku, po wybuchu II wojny światowej, proboszcz parafii Roman Gdaniec został przez hitlerowców uwięziony w forcie VII w Toruniu i 28 października 1939 r. rozstrzelany w lasach Barbarki w pierwszej egzekucji 130 uwięzionych.
W 1945 Czarnowo było siedzibą gromady (jednostki pomocniczej gminy), w latach 1954–1975 należało do gromady Toporzysko, a po reformie administracyjnej z 1975 roku do gminy Zławieś Wielka w województwie toruńskim. Od 1999 roku znajduje się w gminie Zławieś Wielka, w powiecie toruńskim i województwie kujawsko-pomorskim. Po 2000 roku miejscowość stała się jednym z beneficjentów procesu suburbanizacji okolic Bydgoszczy.